# Koškovce
Koškovce (węg. Koskóc) – wieś (obec) nad rzeką Laborec w Republice Słowackiej, kraju preszowskim, powiecie Humenné. Koškovce położone są 14 km od miasta Humenné w historycznej krainie Zemplin, na szlaku handlowym z Węgier do Polski. Koškovce są siedzibą urzędu gminy.

## Historia
Pierwszy zapis o wsi pochodzi z roku 1543. W roku 1910 wieś zamieszkana była przez 477 mieszkańców, głównie Słowaków wyznania rzymskokatolickiego oraz niewielką społeczność rusińską. Od roku 1920 położona była w powiecie zemplińskim.

## Gminy partnerskie
We wrześniu 2007 Besko i Koškovce podpisały umowę o współpracy kulturalno-oświatowej.
- gmina Besko powiat sanocki